# Joseph Le Caron
Pour les articles homonymes, voir Le Caron.
Joseph Le Caron, né en 1586 près de Paris et décédé le 29 mars 1632 à Gisors (France), est un prêtre français récollet missionnaire  en Huronie. Il est l'un des quatre missionnaires pionniers du Canada (Nouvelle-France).

## Biographie
Né près de Paris, il embrasse l'état ecclésiastique et devient chapelain du duc d'Orléans. À la mort du prince, il rejoint l'ordre des Récollets et fait sa profession religieuse en 1611. Le 24 avril 1615, il quitta Honfleur et arriva en Nouvelle-France le 25 mai, se rendant immédiatement au Sault-Saint-Louis.
Peu de temps après, il voyagea à Québec, prit un autel portable, revint au Sault et s'en alla en Huronie, devenant le premier à visiter leurs établissements et à prêcher l'Évangile. Il demeura avec eux pendant un an, et fut parmi eux à nouveau en 1623.
En 1616, il revint en France pour prendre soin des besoins spirituels et matériels de la colonie. L'automne suivant vit son retour au Canada en tant que commissaire provincial. Pendant les hivers de 1618 et 1622, il évangélisa les Montagnais de Tadoussac.
En 1625, il était à nouveau en France pour ensuite revenir au Canada l'année suivante, où il fut élu supérieur de son ordre à Québec. Il occupa ses fonctions jusqu'à la prise de Québec par les Anglais en 1629, lorsqu'avec ses confrères il fut renvoyé en France. 
Le Caron était un homme saint, austère dans la vie quotidienne mais tendre envers les autres. Il meurt en 1632 de la terrible épidémie de peste au Couvent des Récollets Sainte-Marguerite de Trie-Château à côté de Gisors en France. Il y avait été nommé supérieur à son retour du Québec. Le Martyrologe Franciscain mentionne son décès avec toutes les qualités d'un saint dans le dévouement qu'il apporta aux autres malades de cette épidémie. Il fut enterré dans le domaine, vraisemblablement dans la chapelle qui n'existe plus. Tous ses précieux documents qu'il avait pu ramener furent brûlés comme il se devait dans telle situation de grave épidémie. Le couvent Sainte Marguerite existe toujours, transformé en petit château à la Révolution française. Il sert actuellement de lieu de récollection pour le diocèse de Paris. Nous devons à Joseph Le Caron le premier dictionnaire de la langue huronne. 
La Bibliotheca Universa Franciscana de Jean de Saint-Antoine dit que, d'après le témoignage du 31 août d'Arturus dans son Martyrologium Franciscanum, que Le Caron  est aussi l'auteur de la Quærimonia Novæ Franciæ (complainte de la Nouvelle-France).

## Souvenir et hommage public
- Le collège Édouard-Montpetit a un pavillon nommé en son honneur.
- Un pont qui relie à Laval au Québec a été nommé en son honneur en 1937: le 'Pont Le Caron'. Il a été renommé 'Pont Pie-IX' en 1967.